# Ceratodus
A Ceratodus az izmosúszójú halak (Sarcopterygii) osztályának tüdőshalalakúak (Ceratodontiformes) rendjébe, ezen belül a fosszilis Ceratodontidae családjába tartozó nem.
Családjának a névadó típusneme.
A rend egyetlen élő faját, az ausztráliai tüdőshalat (Neoceratodus forsteri) korábban ebbe a halnembe sorolták, Ceratodus forsteri név alatt.

## Rendszerezés
A nembe az alábbi 28-36 faj tartozik (meglehet, hogy a lista hiányos):
- †Ceratodus altus
- †Ceratodus avus
- †Ceratodus carteri Main et al., 2014
- †Ceratodus cruciferus
- †Ceratodus curvus
- †Ceratodus daedaleus
- †Ceratodus disauris
- †Ceratodus elegans Vollrath, 1923
- †Ceratodus emarginatus
- †Ceratodus felchi
- †Ceratodus frazieri
- †Ceratodus gibbus
- †Ceratodus guentheri
- †Ceratodus gustasoni
- †Ceratodus heteromorphus
- †Ceratodus hieroglyphus
- †Ceratodus humei
- †Ceratodus kaupi - lehet azonos az alábbival
- †Ceratodus kaupii - lehet azonos a fentivel
- †Ceratodus kranzi Frederickson et al., 2016
- †Ceratodus latissimus
- †Ceratodus nageshwarai
- †Ceratodus obtusus
- †Ceratodus parvus
- †Ceratodus planus
- †Ceratodus robustus
- †Ceratodus texanus Parris et al., 2014
- †Ceratodus vinslovii

Az alábbi taxonokat egyes rendszerezések ebbe a halnembe helyezik:
- †Ceratodus concinnus Plieninger, 1844
- †Ceratodus donensis
- †Ceratodus gypsatus
- †Ceratodus margatus
- †Ceratodus phillipsi
- †Ceratodus rectangulus
- †Ceratodus serratus
- †Ceratodus silesiacus